# Okrug Pelhřimov
Okrug Pelhřimov (češki: Okres Pelhřimov) je jedan od pet okruga u pokrajini Vysočina u Češkoj, te najzapadniji okrug u ovoj pokrajini. Središte okruga je grad Pelhřimov.

## Gradovi, općine i naselja
U okrugu Pelhřimov nalazi se 9 gradova, 120 općina i 248 naselja.
- Arneštovice
- Bácovice
- Bělá
- Bohdalín
- Bořetice
- Bořetín
- Božejov
  - Nová Ves
- Bratřice
  - Cetule
- Budíkov
  - Malý Budíkov
  - Pusté Lhotsko
- Buřenice
  - Babice
  - Kyjov
  - Radějov
- Bystrá
- Cetoraz
- Čáslavsko
  - Jelenov
  - Kopaniny
  - Skočidolovice
  - Štědrovice
- Častrov
  - Ctiboř
  - Jakubín
  - Metánov
  - Pelec
  - Perky
- Čejov
  - Hadina
- Čelistná
- Černov
- Černovice
  - Benešov
  - Dobešov
  - Panské Mlýny
  - Rytov
  - Střítež
  - Svatava
  - Vackov
  - Vlkosovice
- Červená Řečice
  - Milotičky
  - Popelištná
  - Těchoraz
  - Zmišovice
- Čížkov
- Dehtáře
  - Milotice
  - Onšovice
  - Vadčice
- Dobrá Voda
  - Letny
  - Rohovka
- Dobrá Voda u Pacova
- Dubovice
- Důl
  - Nová Ves
- Eš
- Hojanovice
- Hojovice
- Horní Cerekev
  - Hříběcí
  - Chrástov
  - Těšenov
  - Turovka
- Horní Rápotice
- Horní Ves
- Hořepník
  - Březina
  - Mašovice
  - Vítovice
- Hořice
  - Děkančice
  - Hroznětice
- Humpolec
  - Brunka
  - Hněvkovice
  - Kletečná
  - Krasoňov
  - Lhotka
  - Petrovice
  - Plačkov
  - Rozkoš
  - Světlice
  - Světlický Dvůr
  - Vilémov
- Chýstovice
  - Jedlina
- Chyšná
- Jankov
- Ježov
- Jiřice
  - Močidla
  - Speřice
- Kaliště
  - Háj
  - Holušice
  - Podivice
  - Staré Hutě
- Kámen
  - Nízká Lhota
  - Nový Dvůr
- Kamenice nad Lipou
  - Antonka
  - Březí
  - Gabrielka
  - Johanka
  - Nová Ves
  - Pravíkov
  - Vodná
- Kejžlice
- Koberovice
  - Lísky
  - Lohenice
- Kojčice
- Komorovice
- Košetice
  - Nová Ves
- Krasíkovice
- Křeč
- Křelovice
  - Číhovice
  - Jiřičky
  - Poříčí
- Křešín
  - Blažnov
  - Čeněnice
  - Kramolín
  - Mohelnice
- Leskovice
- Lesná
- Lhota-Vlasenice
  - Lhota
  - Vlasenice
- Libkova Voda
- Lidmaň
  - Bohutín
  - Hojava
  - Lidmaňka
- Litohošť
- Lukavec
  - Bezděkov
  - Týmova Ves
  - Velká Ves
- Martinice u Onšova
  - Skoranovice
- Mezilesí
  - Holýšov
  - Zelená Ves
- Mezná
  - Vratišov
- Mladé Bříště
  - Hojkovy
  - Záhoří
- Mnich
  - Dvořiště
  - Chválkov
  - Mirotín
  - Rutov
- Moraveč
- Mysletín
- Nová Buková
- Nová Cerekev
  - Částkovice
  - Chmelná
  - Markvarec
  - Myslov
  - Proseč-Obořiště
  - Stanovice
- Nový Rychnov
  - Čejkov
  - Chaloupky
  - Křemešník
  - Řeženčice
  - Sázava
  - Trsov
- Obrataň
  - Bezděčín
  - Hrobská Zahrádka
  - Moudrov
  - Šimpach
  - Sudkův Důl
  - Údolí
  - Vintířov
- Olešná
  - Chválov
  - Plevnice
  - Řemenov
- Ondřejov
- Onšov
  - Chlovy
  - Těškovice
- Pacov
  - Bedřichov
  - Jetřichovec
  - Roučkovice
  - Velká Rovná
  - Zhoř
- Pavlov
- Pelhřimov
  - Benátky
  - Bitětice
  - Čakovice
  - Hodějovice
  - Houserovka
  - Chvojnov
  - Janovice
  - Jelcovy Lhotky
  - Kocourovy Lhotky
  - Lešov
  - Lipice
  - Myslotín
  - Nemojov
  - Ostrovec
  - Pejškov
  - Pobistrýce
  - Radětín
  - Radňov
  - Rybníček
  - Skrýšov
  - Služátky
  - Starý Pelhřimov
  - Strměchy
  - Útěchovičky
  - Vlásenice
  - Vlásenice-Drbohlavy
- Píšť
  - Vranice
- Počátky
  - Heřmaneč
  - Horní Vilímeč
  - Léskovec
  - Prostý
  - Vesce
- Polesí
- Pošná
  - Nesvačily
  - Proseč
  - Zahrádka
- Proseč
- Proseč pod Křemešníkem
- Putimov
- Rodinov
- Rovná
- Rynárec
- Řečice
  - Bystrá
  - Křepiny
  - Záběhlice
- Salačova Lhota
  - Malá Černá
  - Velká Černá
- Samšín
  - Přáslavice
- Sedlice
- Senožaty
  - Nečice
  - Otavožaty
  - Tukleky
- Staré Bříště
  - Vlčí Hory
- Stojčín
- Střítež
  - Bor
  - Krumvald
- Střítež pod Křemešníkem
- Svépravice
- Syrov
- Těchobuz
- Těmice
  - Babín
  - Drahoňov
  - Dráchov
  - Knížata
  - Nový Drahoňov
- Ústrašín
- Útěchovice pod Stražištěm
- Útěchovice
- Útěchovičky
- Včelnička
- Velká Chyška
- Velký Rybník
- Veselá
- Věžná
  - Brná
- Vojslavice
- Vokov
- Vyklantice
  - Kateřinky
  - Nové Vyklantice
  - Nový Smrdov
  - Petrovsko
  - Staré Vyklantice
  - Starý Smrdov
- Vyskytná
  - Branišov
  - Sedliště
- Vysoká Lhota
- Vystrkov
- Zachotín
  - Častonín
  - Petrkov
- Zajíčkov
  - Rovná
- Zhořec
- Zlátenka
- Želiv
  - Bolechov
  - Brtná
  - Lhotice
  - Lískovice
  - Miletín
  - Vitice
  - Vřesník
- Žirov
- Žirovnice
  - Cholunná
  - Litkovice
  - Štítné
  - Stranná
  - Vlčetín